# موروئیه (جیرفت)
موروئیه (جیرفت)، روستایی از توابع بخش ساردوئیه شهرستان جیرفت در استان کرمان ایران است.
موروئیه. روستایی است از دهستان رابر بخش زرند شهرستان کرمان واقع در 33 هزارگزی شمال باختری زرند با 152 تن سکنه. آب آن از قنات و راه آن مالرو است.  منبع از فرهنگ جغرافیائی ایران 

## جمعیت
این روستا در دهستان ساردوئیه قرار دارد و براساس سرشماری مرکز آمار ایران در سال ۱۳۸۵، جمعیت آن ۳۰ نفر (۸خانوار) بوده‌است.